# I Szungu (labdarúgó)
I Szungu (hangul: 이승우, handzsa: 李昇祐, RR: Lee Seung-woo; Szuvon, 1998. január 6. –) dél-koreai válogatott labdarúgó, jelenleg a Sint-Truidense játékosa.

## Pályafutása

### Klubcsapatban
12 évesen keltette fel a spanyol Barcelona figyelmét, miután a Danone Nemzetek kupáján gólkirályi címet szerzett, majd leigazolták az akadémiájukra. 2016. március 13-án debütált a Barcelona B csapatában a Lleida Esportiu elleni bajnoki találkozón, a 77. percben Moisés Delgado cseréjeként. 2017. augusztus 31-én szerződtette az olasz Verona, de a spanyol klubnak visszavásárlási opciója lett 2019-ig. Szeptember 24-én mutatkozott be az élvonalban az SS Lazio ellen. 2018. május 5-én megszerezte a bajnokságban az első gólját az AC Milan ellen. 2019. augusztus 30-án aláírt a belga Sint-Truidense csapatához.

### A válogatottban
Részt vett a 2015-ös U17-es labdarúgó-világbajnokságon és a 2017-es U20-as labdarúgó-világbajnokságon. 2018 májusában bekerült a 2018-as labdarúgó-világbajnokságra készülő bő keretbe. Június 2-án a végleges keretbe is bekerült. Május 28-án debütált a felnőtt válogatottban Honduras ellen, gólpasszal.

## Külső hivatkozások
- I Szungu profilja a Transfermarkt oldalán (angolul)
- I Szungu adatlapja a Soccerway oldalon (angolul)